# Serapicamptis debeauxii
Serapicamptis debeauxii är en orkidéart som först beskrevs av E.G.Camus, och fick sitt nu gällande namn av Julian Mark Hugh Shaw. Serapicamptis debeauxii ingår i släktet Serapicamptis och familjen orkidéer. Inga underarter finns listade i Catalogue of Life.